# Nokia 9 PureView
Nokia 9 PureView ― флагманський смартфон з п'ятьма камерами під брендом Nokia, розроблений компанією HMD Global. Він був представлений на Mobile World Congress (MWC) 2019 року в Барселоні, Іспанія, як наступник Nokia 8 Sirocco. Смартфон відсилається на попередні пристрої Nokia з камерою PureView, які закінчилися моделями Lumia 950 та 950 XL. Як і більшість смартфонів Nokia від HMD того часу, 9 PureView є частиною програми Android One.

## Технічні характеристики

### Апаратне забезпечення та дизайн
Ключові оновлення у порівнянні з Nokia 8 Sirocco включають швидший чіп Snapdragon 845 та графічний процесор Adreno 630, більший 6-дюймовий екран зі співвідношенням сторін 18:9 з підтримкою HDR10, селфі-камеру з вищою роздільною здатністю HDR, яка тепер може записувати у форматі 4K, більше діапазонів LTE, швидшу бездротову зарядку, сканер відбитків пальців на дисплеї та дещо більшу ємність акумулятора. 
Накопичувач і оперативна пам'ять залишилися незмінними, з єдиною конфігурацією 128 ГБ/6 ГБ. На задній панелі розміщена багатокамерна система у вигляді стільника з подвійним світлодіодним спалахом і датчиком Time-of-flight (ToF), зміщеними вліво і вправо відповідно, а також отвір для мікрофона зверху. Зовні модель 9 зберігає конструкцію зі скла та металу, як у Sirocco, але від корпусу Sirocco з нержавіючої сталі відмовилися на користь алюмінієвого корпусу серії 6000.

### Камери
У 9 PureView використовується пента-камерна система з оптикою ZEISS, 2 з яких є RGB-сенсорами, а 3 — монохроматичними. Всі 5 об'єктивів ідентичні 12 Мп f/1.8 (Sony Exmor RS IMX 386). Підтримується HDR, але пристрою не вистачає фазового розпізнавання, автофокусу та оптичної стабілізації зображення (OIS). Коли робиться знімок, кожна камера робить окреме зображення, потім зображення об'єднуються і обробляються цифровим сигнальним процесором. Знімки можна робити у форматах JPEG і RAW, а потім редагувати їх за допомогою програми Adobe Lightroom, яку можна встановити під час налаштування.

### Програмне забезпечення
Nokia 9 постачається з попередньо встановленою версією Android 9 Pie від Android One.
У грудні 2019 року компанія HMD почала випускати Android 10 для 9 PureView.
Наприкінці 2021 року Nokia оголосила про скасування всіх планів щодо оновлення до Android 11 і вище, а натомість запропонувала покупцям знижку на інший смартфон Nokia.

## Ресурс
PCMag дійшов висновку, що 9 "може бути правильним смартфоном для фотографів, але для всіх інших є кращі варіанти". Похвалу отримали дизайн, дисплей і програмне забезпечення; Tom's Guide і Digital Trends вважають, що інтеграція RAW-Lightroom надає користувачам значно більший контроль над фотографіями. Сканер відбитків пальців на дисплеї та час автономної роботи були піддані критиці, як і якість звуку динаміка. Рецензенти також відзначили повільну обробку зображень і були розчаровані тим, що в телефоні, орієнтованому на камеру, відсутній слот для карт пам'яті SD, особливо враховуючи розмір файлів зображень у форматі RAW. Використання старого чіпа Snapdragon 845 також спочатку викликало певну критику, оскільки його конкуренти використовували новіший чіп Snapdragon 855.
9 PureView отримав загальну оцінку 85 балів від DxOMark (що відповідає оцінці Apple iPhone 7 та LG V30), з оцінкою 88 балів за фото та 80 балів за відео. DxOMark зауважив, що "за можливим винятком функції Боке, Nokia 9 PureView не забезпечує ні фото-, ні відеозйомки на рівні з іншими сучасними моделями телефонів преміум-класу".
У лютому 2020 року 9 PureView отримав нагороду Good Design Award 2019.